# Astragalus anisomerus
Astragalus anisomerus är en ärtväxtart som beskrevs av Aleksandr Andrejevitj Bunge. Astragalus anisomerus ingår i släktet vedlar, och familjen ärtväxter. Inga underarter finns listade i Catalogue of Life.